# Melicope jugosa
Melicope jugosa är en vinruteväxtart som beskrevs av Thomas Gordon Hartley. Melicope jugosa ingår i släktet Melicope och familjen vinruteväxter. Inga underarter finns listade i Catalogue of Life.